# Moldoustium
Moldoustium – rodzaj roztoczy z kohorty Trombidiformes i rodziny Erythraeidae.

## Taksonomia
Takson ten wprowadzony został w 2008 roku przez Ryszarda Haitlingera na łamach czasopisma „Biologia”. Nazwę rodzajową utworzono z połączenia nazwy kraju, w którym odnaleziono gatunek typowy – Mołdawii z nazwą typowego dla podrodziny rodzaju Balaustium. Do rodzaju tego zalicza się dwa opisane gatunki:
- Moldoustium baltiensis Haitlinger, 2008
- Moldoustium haitlingeri Noei, Saboori & Šundi, 2013

## Morfologia
Rodzaj opisany na podstawie stadiów larwalnych. Gnatosoma jest wąska. Nogogłaszczki mają dwie szczecinki na udzie, dwie na kolanie i dwie lub trzy na goleni i cztery na stopie. Pazurki nogogłaszczków są nierozbieżne, u gatunku typowego całobrzegie, a u M. haitlingeri nieco rozwidlone. Idiosoma ma od 287 do 507 μm długości i od 161 do 273 μm szerokości, będąc około dwukrotnie dłuższą niż szerszą. Skutum występuje u M. haitlingeri, natomiast brak go u M. baltiensis. U gatunku typowego stwierdzono obecność oczu. Odnóża kroczne obecne są w liczbie trzech par, wszystkie zbudowane z siedmiu członów. Biodra pierwszej pary mają trzy, a pozostałych par jedną szczecinkę normalną. Wszystkie krętarze mają dwie szczecinki normalne. Udo podzielone jest na basifemur i telofemur. To pierwsze ma cztery szczecinki normalne, to drugie od 7 lub 6 szczecinek normalnych w przypadku pary pierwszej i pięć szczecinek normalnych w przypadku par pozostałych. Kolana pierwszej pary mają 10 lub 11 szczecinek normalnych, a pozostałych par 7 lub 8 szczecinek normalnych. Golenie pierwszej pary mają od 11 do 14, a par pozostałych od 8 do 11 szczecinek normalnych. U M. haitlingeri stopy pierwszej pary mają od 19 do 22 szczecinek normalnych, dwa eupatidia i jeden solenidion, stopy drugiej pary 14 lub 15 szczecinek normalnych, dwa eupatidia i jeden solenidion, a stopy ostatniej pary od 14 do 16 szczecinek normalnych i jedno eupatidium. U M. baltiensis stopy pierwszej pary mają 14 szczecinek normalnych, jedno eupatidium i jeden solenidion, stopy drugiej pary 13 szczecinek normalnych, jedno eupatidium i jeden solenidion, a stopy ostatniej pary tylko 15 szczecinek normalnych.

## Ekologia i występowanie
Roztocze znajdowane w glebie i na roślinach zielnych.
Rodzaj palearktyczny, znany z Mołdawii, Ukrainy, Czarnogóry i północnego Iranu.